# 제임스 F. 번즈

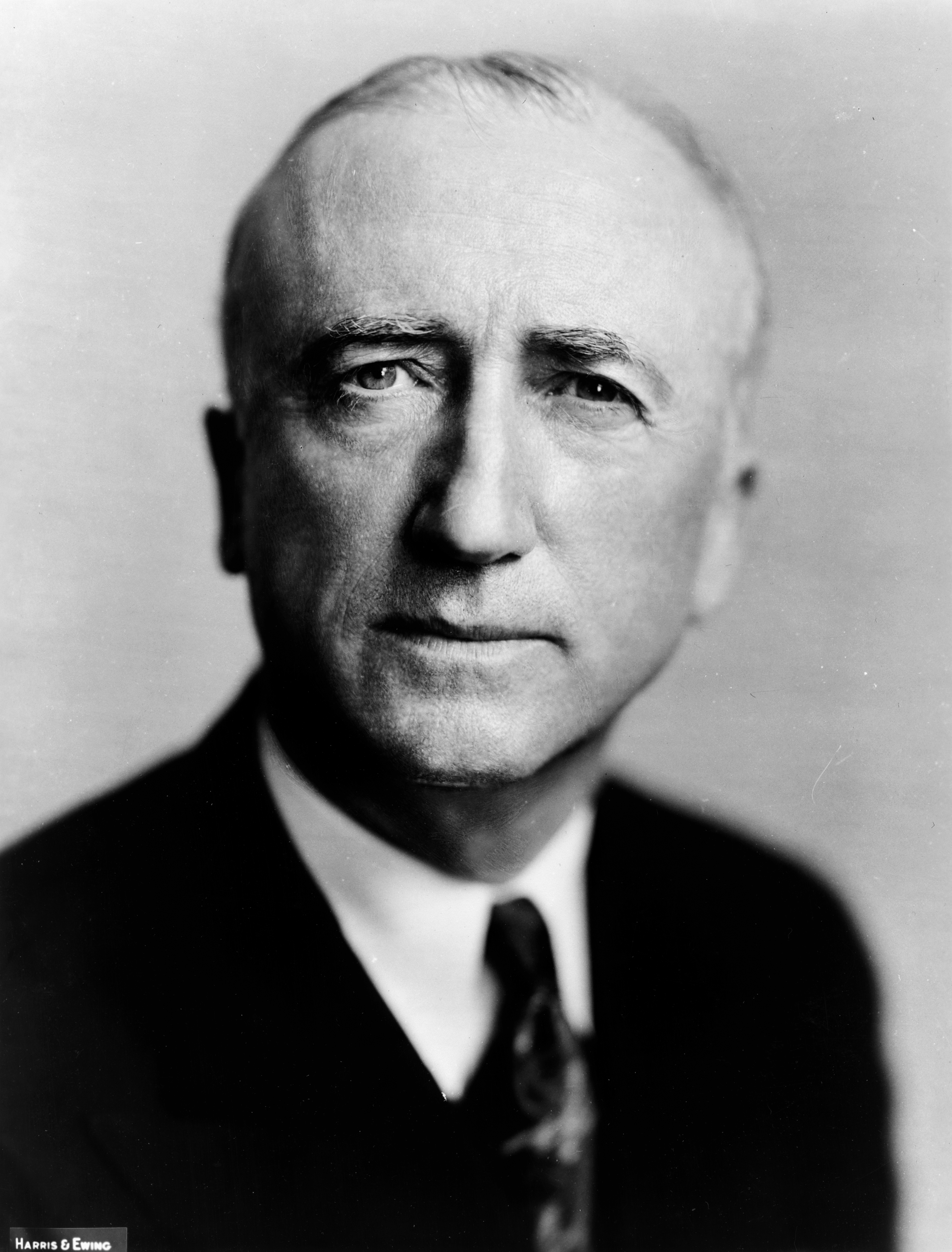

제임스 F. 번즈(James F. Byrnes, 본명: 제임스 프랜시스 번즈, 미국: /ˈbɜːrnz/ BURNZ, 1882년 5월 2일 ~ 1972년 4월 9일)는 사우스캐롤라이나주 출신의 미국 판사이자 정치인이었다. 민주당 (미국) 의원인 그는 미국 의회, 미국 대법원, 행정부에서 근무했으며, 가장 두드러지게는 해리 S. 트루먼 대통령 밑에서 제49대 미국 국무장관을 역임했다. 번스는 사우스캐롤라이나의 104대 주지사이기도 했다.
사우스 캐롤라이나 주 찰스턴에서 태어나고 자란 번즈는 사촌인 마일즈 벤자민 맥스위니 주지사의 도움을 받아 법조인으로서의 경력을 쌓았다. 번즈는 미국 하원의원 선거에서 승리하여 1911년부터 1925년까지 재임했다. 그는 우드로 윌슨 대통령의 가까운 동맹자이자 벤저민 틸먼 상원의원의 제자가 되었다. 1924년 미국 상원의원 선거에 출마했지만 백인 우월주의 국내 테러 조직인 쿠 클럭스 클랜의 지원을 받은 콜먼 리빙스턴 블리즈에게 결선 투표에서 간신히 패했다. 그런 다음 번즈는 법률 업무를 사우스캐롤라이나 주 스파르탄버그로 옮기고 정치적 복귀를 준비했다. 그는 1930년 민주당 예비 선거에서 가까스로 블레이즈를 꺾고 1931년 상원에 입성했다.
역사가 조지 E. 모리는 번즈를 "존 캘훈과 린든 존슨 사이에서 가장 영향력 있는 남부 의회 의원"이라고 불렀다. 상원에서 번즈는 오랜 친구인 프랭클린 D. 루스벨트 대통령의 정책을 지지했다. 번즈는 뉴딜 정책을 옹호하고 사우스캐롤라이나 수자원 프로젝트에 대한 연방 투자를 모색했다. 그는 또한 추축국에 대항하는 강경 노선을 촉구하면서 루즈벨트의 외교 정책을 지지했다. 그는 또한 매우 낮은 공장 임금으로 주의 경쟁 우위를 손상시키는 최저 임금을 규정하는 공정 노동 기준법과 같은 루즈벨트가 제안한 노동법 중 일부에 반대했다. 루즈벨트는 1941년 버느를 대법원에 임명했지만 미국이 제2차 세계 대전에 참전한 후 그에게 행정부에 합류하도록 요청했다. 전쟁 중에 번스는 경제 안정화 사무국과 전쟁 동원 사무국을 이끌었다. 그는 1944년 선거에서 루즈벨트의 러닝메이트로서 헨리 A. 월리스(Henry A. Wallace)를 대신할 후보였지만 대신 해리 S. 트루먼(Harry S. Truman)이 1944년 민주당 전당 대회에서 지명되었다.
루스벨트가 사망한 후 번즈는 트루먼의 긴밀한 고문으로 활동했으며 1945년 7월 미국 국무장관이 되었다. 그 자격으로 번즈는 1947년 포츠담 회의와 파리 평화 조약에 참석했다. 그러나 번스와 트루먼 사이의 관계는 악화되었고 번스는 1947년 1월 내각에서 사임했다. 그는 1950년 사우스캐롤라이나 주지사 선거에서 승리하여 선거 정치에 복귀했다. 주지사로서 그는 브라운 대 교육위원회(Brown v. Board of Education) 사건에 대한 대법원 판결에 반대하고 학교의 인종차별 철폐에 대한 현실적인 대안으로 "분리되지만 평등한 학교"를 확립하려고 노력했다.

## 역대 선거 결과
| 선거명      | 직책명                                | 대수  | 정당   | 득표율  | 득표수 (선거인단) | 결과 | 당락                             |
| ----------- | ------------------------------------- | ----- | ------ | ------- | ----------------- | ---- | -------------------------------- |
| 1910년 선거 | 하원의원 (사우스캐롤라이나 제2선거구) | 62대  | 민주당 | 100.00% | 4,392표           | 1위  | 사우스캐롤라이나주 하원의원 당선 |
| 1912년 선거 | 하원의원 (사우스캐롤라이나 제2선거구) | 63대  | 민주당 | 100.00% | 6,133표           | 1위  | 사우스캐롤라이나주 하원의원 당선 |
| 1914년 선거 | 하원의원 (사우스캐롤라이나 제2선거구) | 64대  | 민주당 | 100.00% | 4,521표           | 1위  | 사우스캐롤라이나주 하원의원 당선 |
| 1916년 선거 | 하원의원 (사우스캐롤라이나 제2선거구) | 65대  | 민주당 | 98.46%  | 7,681표           | 1위  | 사우스캐롤라이나주 하원의원 당선 |
| 1918년 선거 | 하원의원 (사우스캐롤라이나 제2선거구) | 66대  | 민주당 | 100.00% | 3,155표           | 1위  | 사우스캐롤라이나주 하원의원 당선 |
| 1920년 선거 | 하원의원 (사우스캐롤라이나 제2선거구) | 67대  | 민주당 | 100.00% | 6,685표           | 1위  | 사우스캐롤라이나주 하원의원 당선 |
| 1922년 선거 | 하원의원 (사우스캐롤라이나 제2선거구) | 68대  | 민주당 | 100.00% | 4,163표           | 1위  | 사우스캐롤라이나주 하원의원 당선 |
| 1930년 선거 | 상원의원 (사우스캐롤라이나 제2부)     | 72대  | 민주당 | 100.00% | 16,211표          | 1위  | 사우스캐롤라이나주 상원의원 당선 |
| 1936년 선거 | 상원의원 (사우스캐롤라이나 제2부)     | 75대  | 민주당 | 98.56%  | 113,696표         | 1위  | 사우스캐롤라이나주 상원의원 당선 |
| 1950년 선거 | 사우스캐롤라이나 주지사               | 104대 | 민주당 | 100.00% | 50,663표          | 1위  | 사우스캐롤라이나 주지사 당선     |